# عقاب هاست
عقاب هاست (نام علمی: Harpagornis moorei) یا عقاب هارپاگورنیس، یک گونه پرنده شکاری منقرض‌شده از تیرهٔ بازان است که تا حدود سال ۱۴۰۰ میلادی در جزیره جنوبی نیوزیلند زندگی می‌کرد. تصور می‌شود این پرنده همان پواکای در افسانه‌های مائوری‌ها (بومیان نیوزیلند) باشد. عقاب هاست پرنده‌ای عظیم‌الجثه بود. اندازه آن تقریباً دو برابر بزرگ‌ترین عقاب‌های زنده حال حاضر بود.
شکار اصلی عقاب هاست پرندهٔ عظیم‌الجثه و بی‌پرواز موآ بود و جثهٔ غول‌آسای این عقاب پاسخی فرگشتی به اندازهٔ عظیم شکارش بوده است چراکه نیاکان هر دوی آن‌ها زمانی که به این جزیره وارد شدند بسیار کوچک‌تر بودند و با توجه به نداشتن رقیب به مرور اندازه بزرگ‌تری پیدا کردند. تا پیش از ورود انسان‌ها به نیوزیلند به جز سه گونه خفاش هیچ پستانداری در این جزیره زندگی نمی‌کرد و جایگاه اکولوژیک پستانداران را پرندگان پر کرده بودند. موآ یک جانور چرنده بود که نقش آن در هرم غذایی شبیه به نقش گوزن و گاو در نقاط دیگر دنیا بود و عقاب هاست هم شکارچی رأس هرم غذایی محسوب می‌شد و همان کاری را می‌کرد که ببر و شیر در نقاط دیگر دنیا می‌کردند.
پس از ورود مائوری‌ها به سرزمین‌های نیوزیلند در حدود سال ۱۳۰۰ میلادی موآها که توانایی پرواز نداشتند به‌طور گسترده‌ای توسط مائوری‌ها شکار شده و حدود ۱۰۰ سال بعد بر اثر شکار بی‌رویه و از بین بردن جنگل‌هایی که زیستگاه این جانوران بود، به‌طور کامل منقرض شدند. عقاب‌ها نیز با انقراض طعمه خود هم‌زمان به انقراض کشیده شدند.

## طبقه‌بندی
گونه عقاب هاست (Harpagornis moorei) در سردهٔ مخصوص به خود با نام هارپاگورنیس (Harpagornis) در تیرهٔ بازان (شامل عقاب‌ها، بازها و کرکس‌ها) قرار می‌گیرد. تحلیل دی‌ان‌ای عقاب هاست نشان داده که دو گونه عقاب کوچک و عقاب پرپا نزدیک‌ترین خویشاوندان این پرنده هستند و حتی می‌توان آن‌ها را در یک سرده (بازعقاب‌های کوچک) قرار داد. اگر این نظریه درست باشد، نام علمی صحیح این گونه عقاب Hieraaetus moorei است. این نتیجه‌گیری نشان می‌دهد که بر خلاف تصور پیشین عقاب دم‌گوه‌ای نزدیک‌ترین خویشاوند زنده عقاب هاست نبوده است. زمان افتراق عقاب هاست از دو خویشاوند کوچک‌تر خود حدود ۱٫۸ میلیون تا ۷۰۰ هزار سال پیش برآورده شده است. اگر این برآورد صحیح باشد افزایش ده تا پانزده برابری وزن این پرنده یک واقعهٔ استثنایی محسوب می‌شود که در هیچ مهره‌دار دیگری مشاهده نشده است و طعمهٔ بسیار بزرگ و نبودن رقیب غذایی آن را ممکن ساخته است.

## مشخصات

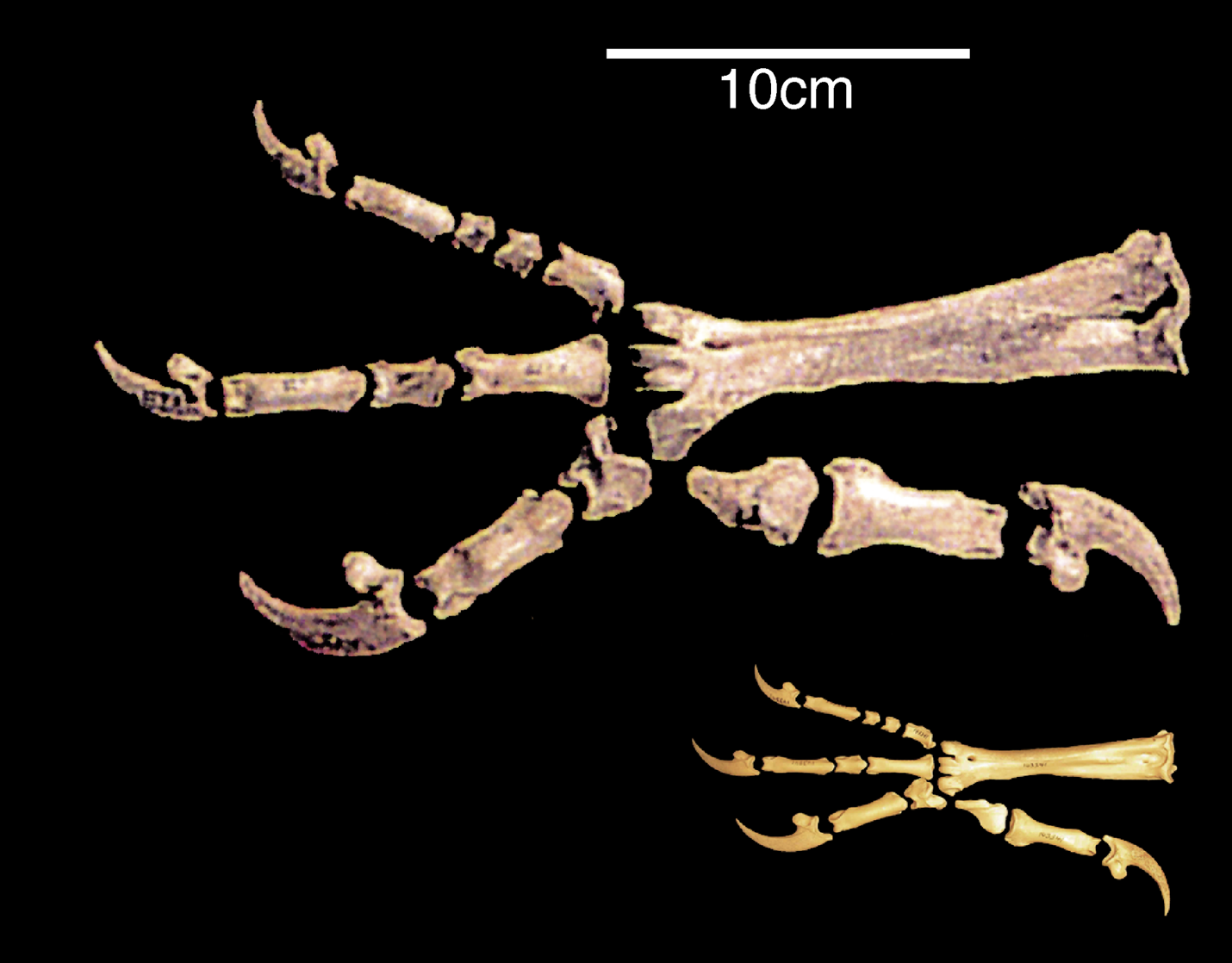
مقایسه پنجه عقاب هاست با پنجه عقاب کوچک

بر مبنای بیشتر برآوردها وزن عقاب‌های ماده حدود ۱۰ تا ۱۵ کیلوگرم و نرها ۹ تا ۱۲ کیلوگرم بوده است. بر اساس یک برآورد ماده‌های بزرگ می‌توانسته‌اند به وزن ۱۶٫۵ کیلوگرم هم برسند درحالی‌که تاکنون هیچ عقابی در حیات وحش مشاهده نشده که وزن آن به ۹ کیلوگرم رسیده باشد.
این عقاب طول بال کمی نسبت به اندازه خود داشت. فاصلهٔ دوسرِ بال یک عقاب ماده ۲٫۶ متر و شاید تا ۳ متر برآورد شده است که تقریباً هم‌اندازه با بزرگ‌ترین عقاب‌های ماده در عقاب دم‌گوه‌ای، عقاب طلایی، عقاب دریایی استلر، عقاب صحرایی و عقاب جنگی است. البته بال‌های کوتاه مزیتی برای این پرنده در جنگل‌های انبوه نیوزیلند محسوب می‌شده است، کما اینکه عقاب فیلیپینی و عقاب هارپی هم که از بزرگ‌ترین و نیرومندترین عقاب‌های زنده هستند برای سازگاری بیشتر با محیط جنگلی بال‌های کوتاه‌تری نسبت به طول بدن خود دارند.
منقار و ساق پای بزرگ ویژگی این پرنده شکاری بوده است. یک منقار پایینی به جامانده از این عقاب ۱۱٫۴ سانتی‌متر اندازه‌گیری شده در حالیکه بزرگ‌ترین منقارهای عقاب امروزی (عقاب فیلیپینی و عقاب دریایی استلر) حداکثر ۷ سانتیمتر طول دارند. ساق پای آن نیز حدود ۲۴ سانتیمتر اندازه‌گیری شده در حالیکه بلندترین ساق در عقاب‌های امروزی (عقاب فیلیپینی و عقاب پاپوایی) ۱۴ سانتی‌متر است. پاهای نیرومند و عضلات بزرگ پروازی این پرنده را قادر به جهیدن از زمین با وجود بدن بزرگ و سنگینش می‌کرده است.

## بوم‌شناسی

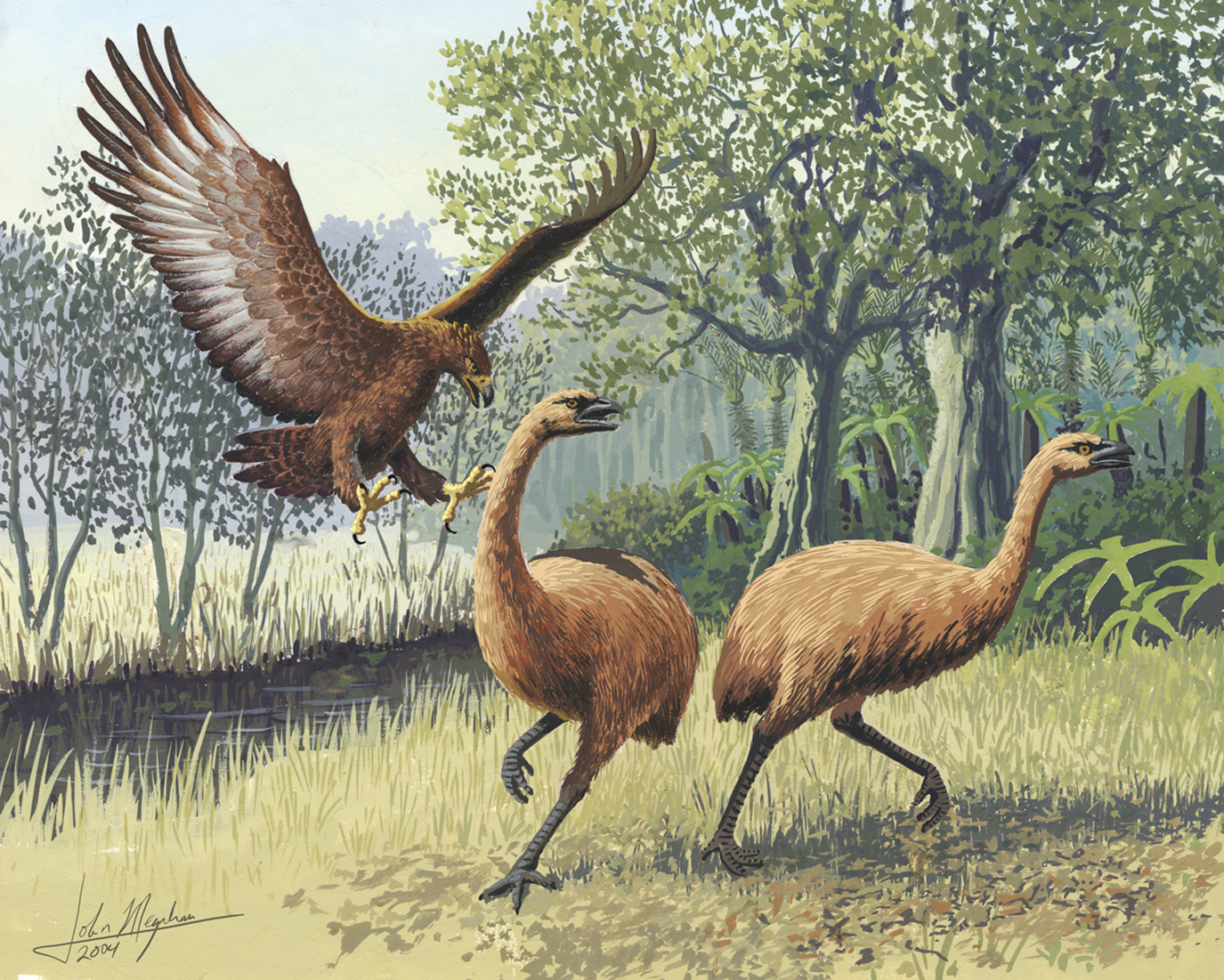
یک تصویر تخیلی از حمله عقاب هاست به دو موآ

در برخی کتاب‌ها عقاب هاست را به عنوان پرنده بی‌پرواز به تصویر کشیده‌اند که قطعاً اشتباه است. بی‌تردید این پرنده پرواز می‌کرده اما قابلیت‌های پرواز در ارتفاع بالا و بال‌بازروی عقاب‌های دیگر را نداشته است و این به دلیل بارگیری بال بیشتر یعنی وزن بیشتری است که بال‌های آن بایستی تحمل می‌کرده‌اند.
عقاب فیلیپینی مناسب‌ترین گونه زنده برای مقایسه با عقاب هاست است چون او هم از نیاکانی کوچک‌تر (نسب مشترک با عقاب مارخور) در یک محیط جزیره‌ای جنگلی فرگشت یافته و بر اثر نبود پستانداران بزرگ گوشت‌خوار و رقبای دیگر اندازه آن افزایش یافته است. پرهای دمی در عقاب هاست بسیار طولانی بوده‌اند و در ماده‌ها به نیم متر طول با پهنای زیاد می‌رسیده‌اند تا با ایجاد نیروی برآی بیشتر مساحت بال کم را جبران کنند. طول بدن این گونه عقاب تا ۱٫۴ متر در ماده‌ها برآورد شده و قد ایستاده هم ۹۰ سانتی‌متر و شاید کمی بیشتر بوده است.
موآها که طعمه اصلی عقاب هاست بودند تا ۱۵ برابر خود عقاب‌ها وزن داشتند و با توجه به نبود شکارچیان یا لاشه‌خواران بزرگ دیگر این عقاب‌ها می‌توانستند یک شکار را در روزهای متوالی مصرف کنند.